# Terrorisme en 1998
Chronologie du terrorisme
- 1994
- 1995
- 1996
- 1997
- 1998
- 1999
- 2000
- 2001
- 2002

## Événements

### Janvier
- 25 janvier, Sri Lanka : attentat des Tigres Tamouls contre le Sri Dalada Maligawa à Kandy, l'un des temples bouddhistes les plus sacrés au monde, qui fait huit morts et vingt-cinq blessés[réf. obsolète].

### Février
- 6 février, France : Claude Érignac, préfet de la Corse-du-Sud, est assassiné à Ajaccio par des indépendantistes. Yvan Colonna est reconnu coupable de l'assassinat du préfet Érignac, et condamné à la réclusion criminelle à perpétuité[1].

### Août
- 7 août, Kenya et Tanzanie : une série d'attentats-suicides contre les ambassades américaines en Afrique, attentats-suicides à Nairobi et à Dar-es-Salaam font deux cent cinquante morts[2].
- 15 août, Irlande du Nord : un attentat à la voiture piégée à Omagh fait vingt-neuf morts et deux cent vingt blessés, à la suite d'une alerte insuffisamment précise[3].
- 27 août, Afrique du Sud : l'explosion d'une bombe dans un restaurant Planet Hollywood du Cap fait un mort et vingt-sept blessés[4].